# Eilema interpositella
Eilema interpositella är en fjärilsart som beskrevs av Embrik Strand 1922. Eilema interpositella ingår i släktet Eilema och familjen björnspinnare. Inga underarter finns listade i Catalogue of Life.